# Zone franche (film, 1996)
Pour les articles homonymes, voir Zone franche (homonymie).
Pour plus de détails, voir Fiche technique et Distribution.
Zone franche est un film français réalisé par Paul Vecchiali et sorti en 1996.

## Synopsis
Dans la cité des Coteaux à Mulhouse, le quartier connaît chômage, délinquance, précarité, exclusion. Une famille africaine emménage sur le même palier que la famille Téfal.

## Fiche technique
- Titre : Zone franche
- Réalisation : Paul Vecchiali
- Producteur : Jacques Le Glou
- Scénario : les jeunes de la cité « Les Coteaux » à Mulhouse
- Musique : Ahmed Daha (https://www.ahmed-el-salam.fr/),  Roland Vincent et Manu Katché
- Image : Philippe Bottiglione
- Montage : Florence Leconte
- Sociétés de production : Jacques Le Glou Audiovisuel, Ministère de la Culture (association) et La ville de Mulhouse
- Date de sortie : 1996
- Pays :  France
- Format : 35mm, couleur
- Durée : 76 minutes

## Distribution
- Jacques Le Carpentier
- Jean-Marie Meshaka
- Astan Sall
- Ibrahima Sall
- Youssouf Bathilly
- Mounir Mahdar
- Athmane Boufrioua
- Saïd Allal
- Farouk Dafri
- Nardin Boudouana
- Julien Rivoire
- Mradi Allal
- Kamel Bouhade
- Éric Rozier
- Lionel Schneider
- Raphaël Didier-Jean
- Athmane Boufrioua
- Mounir Mahdar
- Zouhair Tefrit
- Farid Benabid
- Hassan Koubba
- Rachid Bouhade
- Francis Nicolas-Nelson
- Denis Rueff
- Éric Ropars
- Éric Kiss
- Bruno Delaître
- Maryse Grob
- Isabelle Fertala
- Olivia Reinhardt
- Christelle Bader
- Sonia Hell